# Re: (9nineの曲)
「Re:」（リ）は、9nineの15枚目のシングル。2013年11月20日にSME Recordsから発売された。

## 概要
前作「Evolution No.9」から約5ヶ月ぶり、2013年第3弾シングル。タイトル曲は堺雅人・新垣結衣主演のフジテレビ系連続ドラマ『リーガルハイ』のオープニングテーマ。『通常盤』のほか、「Re:」のミュージックビデオとダンスショットを収録した『初回生産限定盤A』、2013年5月6日にZepp Tokyoで開催されたワンマンライブ『CUEレコ発! 9nine全国百聞<一見TOUR2013』の映像を収録した『初回生産限定盤B』『初回生産限定盤C』、16ページのフォトブックが付いた『初回生産限定盤D』の5形態で発売。発売初週のオリコンチャートにて、週間チャート6位、初動売上は3.1万枚と週間チャート、初動売上共に自己最高を記録した。

## 収録曲
1. Re: [4:58]
作詞・作曲：OZO / 編曲：遠山輔、101
歌詞の制作にあたりグループでは初めて、作家によるメンバーインタビューが行われた。これに関して吉井香奈恵は「今回の歌詞は（メンバー）それぞれの9nineに対する思いが詰まっている」と語っている[1]。
2. (Luv=)0 or H8? [3:19]
作詞・作曲：OZO / 編曲：遠山輔
3. つづくつづく... [4:21]
作詞・作曲：101 / 編曲：101、中村タイチ
4. Re:（Instrumental）
5. (Luv=)0 or H8?（Instrumental）
6. つづくつづく...（Instrumental）

## 初回特典
1. DVD
  - 初回生産限定盤A
    1. 「Re:」 Music Video
      - 監督：二宮"NINO"大輔 / 振付：CHEW & CEEEEESE CAKE

    2. 「Re:」 Dance Shot ver.

  - 初回生産限定盤B
    - 『CUEレコ発! 9nine全国百聞<一見TOUR2013 at Zepp Tokyo/2013.5.6』Live DVD
      1. Evolution No.9
      2. Love me?

  - 初回生産限定盤C
    - 『CUEレコ発! 9nine全国百聞<一見TOUR2013 at Zepp Tokyo/2013.5.6』Live DVD
      1. 困惑コンフューズ
      2. 少女トラベラー
2. 16Pフォトブックレット（初回生産限定盤D）

## タイアップ
| 曲名 | タイアップ                                           |
| ---- | ---------------------------------------------------- |
| Re:  | フジテレビ系ドラマ『リーガルハイ』オープニングテーマ |